# Pineville (Carolina do Norte)
Pineville é uma vila localizada no estado norte-americano da Carolina do Norte, no Condado de Mecklenburg, é a cidade natal de James K. Polk, 11º presidente dos Estados Unidos.

## Demografia
Segundo o censo norte-americano de 2000, a sua população era de 3449 habitantes.
Em 2006, foi estimada uma população de 3784, um aumento de 335 (9.7%).

## Geografia
De acordo com o United States Census Bureau tem uma área de 9,2 km², dos quais 9,2 km² cobertos por terra e 0,0 km² cobertos por água.

## Localidades na vizinhança
O diagrama seguinte representa as localidades num raio de 16 km ao redor de Pineville.